# Alue Dua Muka 0
Alue Dua Muka 0 is een bestuurslaag in het regentschap Aceh Timur van de provincie Atjeh, Indonesië. Alue Dua Muka 0 telt 235 inwoners (volkstelling 2010).